# Kyay oh
La kyay oh est une soupe de nouilles birmane qui fut créée par un expatrié chinois.

## Composition
Elle contient du porc et des œufs même s'il existe une version avec du poisson ou du poulet. 
Elle peut aussi être servie sans bouillon.
Les nouilles sont des nouilles de riz en vermicelle.
Elle est généralement servie avec une tomate et une sauce au poivron vert dans un pot en cuivre ou en bronze.